# Apple Watch Series 8
Apple Watch Series 8 là thế hệ thứ tám của Apple Watch - đồng hồ đeo tay thông minh do công ty Apple Inc. thiết kế và phát triển. Phiên bản thứ tám này được công bố ngày 7 tháng 9 năm 2022 và chính thức mở bản từ ngày 16 tháng 9 năm 2022.